# Face ID

Il logo di Face ID, basato su Happy Mac.

Face ID è un sistema di riconoscimento biometrico sviluppato da Apple, basato sul riconoscimento facciale attraverso uno scanner 3D a luce strutturata. Viene implementato su iPhone e iPad, e in alcuni dei modelli più recenti sostituisce Touch ID.

## Storia
Il 12 settembre 2017 Apple presenta, assieme all'iPhone X, il nuovo sistema di riconoscimento biometrico Face ID, che sostituisce Touch ID, basato sul riconoscimento delle impronte digitali ed integrato nel tasto home degli iPhone successivi all'iPhone 5s e degli iPad successivi all'iPad Air 2.
L'anno successivo, grazie all'implementazione del processore A12 Bionic, dotato motore neurale migliorato, nei nuovi iPhone XS, XS Max, XR e iPad Pro di terza generazione, la velocità e affidabilità del sistema di riconoscimento viene ulteriormente migliorata.
Nel 2019, con il lancio di iPhone 11, iPhone 11 Pro e iPhone 11 Pro Max, tutti dotati del processore A13 Bionic, la velocità di Face ID è stata migliorata del 30% rispetto a quella registrabile sulla generazione di dispositivi precedente.

## Tecnologia

### Utilizzi
Face ID consente di:
- sbloccare il dispositivo;
- accedere all'elenco delle password salvate;
- eseguire pagamenti con Apple Pay e autorizzare download e/o pagamenti sull'App Store;
- accedere ad aree protette delle applicazioni che ne sfruttano le API;
- animare Animoji e Memoji.

### Componenti
Face ID utilizza i sensori della fotocamera TrueDepth, che sono tre:
- proiettore di punti, che disegna oltre 30000 punti sul volto;
- fotocamera a infrarossi, che legge la mappatura tridimensionale dei punti;
- illuminatore flood, che consente il riconoscimento anche al buio.

### Funzionamento

Impostazioni di Face ID su iOS 16.

Il modello tridimensionale viene crittografato e inviato alla Secure Enclave del system-on-a-chip del dispositivo per verificare la corrispondenza con il campione salvato in fase di configurazione della funzionalità. I dati biometrici sono memorizzati sotto forma di algoritmo matematico, sono inaccessibili alle applicazioni e ad Apple stessa.
Per evitare sblocchi involontari, è necessario che l'utente abbia gli occhi aperti e rivolti verso il dispositivo, sebbene quest'opzione possa essere disabilitata sulle impostazioni di accessibilità del dispositivo. Face ID viene temporaneamente disabilitato — richiedendo di digitare il codice PIN per poter sbloccare il dispositivo — effettuando 5 scansioni non riconosciute, dopo 48 ore di inattività, dopo il riavvio del dispositivo o se viene aperto il menù di spegnimento dello stesso.

## Dispositivi

### iPhone
- iPhone X
- IPhone XS e iPhone XS Max
- IPhone XR
- iPhone 11
- iPhone 11 Pro e iPhone 11 Pro Max
- iPhone 12 e iPhone 12 mini
- iPhone 12 Pro e iPhone 12 Pro Max

- iPhone 13 e iPhone 13 mini
- iPhone 13 Pro e iPhone 13 Pro Max
- iPhone 14 e iPhone 14 Plus
- iPhone 14 Pro e iPhone 14 Pro Max
- iPhone 15 e iPhone 15 Plus
- iPhone 15 Pro e iPhone 15 Pro Max
- iPhone 16 e iPhone 16 Plus
- iPhone 16 Pro e iPhone 16 Pro Max

### iPad
- iPad Pro (3ª generazione)
- iPad Pro (4ª generazione)
- iPad Pro (5ª generazione)